# Фернандо III
Фернандо III (5 серпня 1199 , Самора, Кастилія і Леон і Q1776217?, Кастилія і Леон  — 30 травня 1252 , Севілья ) — король Кастилії (1217—1252) і Леону (1230—1252). Представник кастильської Бургундської династії.

## Біографія

### Король Кастилії
Походив з Бургундської династії. Син Альфонсо IX (короля Леону) та Беренгарії I (королеви Кастилії). Про його дитинство мало відомостей. Вже у 1204 році папа римський Іннокентій III визнав шлюб батьків недійсним внаслідок близьких кровних зв'язків. Після цього виховувався при дворі свого діда Альфонсо VIII (короля Кастилії). Це виховання тривало до 1217 року, коли помер брат Беренгарії король Енріке I. Мати Фердинанда оголосили королевою Беренгарію I. Втім через місяць вона зреклася свого титулу на користь сина. 2 липня 1217 року у місті Нахера Фердинанда III було короновано.
Із самого початку володарювання стикнувся із повстанням на чолі могутнього кастильського роду Лара. Втім, за допомоги королівства Леонського, зміг розбити супротивників. Після зміцнення свого становища всередині Кастилії Фердинанд III звернув увагу на продовження Реконкісти. Використавши розбрід серед володарів Андалусії у 1225—1227 роках захопив важливі фортеці Андухар та Мартос.

### Король Леону
У 1230 році помирає Альфонсо IX, король Леону. Фердинанд III став домагатися отримання цієї корони. Втім, згідно з волею померлого короля, новими володарками Леону повинні були стати доньки від шлюбу із Терезою Португальською — Санча й Дульча. Конфлікт вдалося залогодити завдяки втручанню Беренгарії Кастильської. Того ж року (11 грудня) було укладено угоду у місті Бенавенте, за якою Фердинанд отримував королівство Леон, а Санча й Дульча — земельні та грошові компенсації. Відтоді Кастилія та Леон стають єдиним державним утворенням.

### Військові походи
Посиливши свою економічну та військову міць, Фердинанд III розпочав численні походи проти мусульманських володарів. У 1231 році він захопив місто Касорла, 1233 році — Убеда, у 1236 році несподіваною атакою місто Кордова, у 1238 році — міста Ньєбла та Уельва, у 1240 році — міста Лусена та Есіха. У 1241 році кастильсько-леонські сили розбили володаря Мурсії, змусивши його спочатку визнати себе васалом, а згодом (у 1243 році) передати своє володіння Альфонсо, сину Фердинанда III. Того ж року було захоплено місто Оріуела. У 1244 році до Фердинанд III приєднав до своїх володінь області та міста Архона, Мула та Лорка. Згодом Картахену у 1245 році, Хаен 1246 року, Аліканте 1248 року.
У 1246 році Гранадський емірат визнав зверхність Кастилії. У 1248 році розпочав війну проти Севільської тайфи. Облога Севільї тривала 15 місяців і місто впало лише після того як було побудовано у Галісії флот, який на чолі із Рамоном де Боніфазом піднявся річкою Гвадалквівір, заблокувавши її з усіх боків. Цього ж року було захоплено Медіну-Сідонію та Аркос-де-ла-Фронтеру.
Слід за цим змусив емірати Гранада та Альгарве визнати себе васалами. Таким чином, було фактично відновлене панування християнських володарів на Піренейському півострові.
Після цих звитяг Фердинанд III став планувати великий похід до Північної Африки, але не зміг реалізувати свій задум.

### Внутрішня політика
Приєднавши великі землі, Фердинанд III з одного боку мав намір закріпитися там, з іншого розширити коло своїх прихильників. Тому надав значні земельні маєтки багатьом шляхтичам, знаті та церкві, утворивши нових магнатів. При цьому намагався не тиснути на мусульман та юдеїв, особливо в Андалусії. У 1240-х роках розпочато роботу з кодифікації права Леону, Кастилії та Галісії. Для початку 1241 року при підтримці короля видано кодекс кастильських законів — Liber Iudiciorum
Водночас намагався тісніше з'єднати всі свої володіння між собою — Кастилію, Леон, Астурію та Галісію. Для цього запроваджував у широше користування кастильську мову, яка повинна була стати опорою об'єднання. Для цього сприяв розвитку музики й літературної кастильської мови.
У 1243 році своїм наказом відновив університет у місті Саламанка. Сприяв розвитку знань, підтримував освітніх людей, вчених. Водночас запрошував до свого королівства ордени бенедиктинців, цистерціанців, францисканців, домініканців.
За його часів відбувається розбудова міст, з'являються нові собори, зокрема у Бургосі та Севільї.
Помер Фердинанд III 30 травня 1252 року у Севільї. 1671 року його канонізовано.

## Родина
1. Дружина — Єлизавета (1203—1235), донька Філіпа Гогенштауфена, короля Німеччини
Діти:
- Альфонсо X (1221—1284), король Кастилії і Леона з 1252 до 1284 року
- Фадріке (1224—1277)
- Фердинанд (1225—1248)
- Елеонора (1226—1227)
- Беренгарія (1228—1279), черниця
- Енріке (1230—1303), сенатор Риму
- Філіпп (1231—1274), архієпископ Севільї.
- Санчо (1233—1261), архієпископ Толедо та Севільї
- Мануел (1234—1283)
- Марія (1235—1235)

2. Дружина — Іоанна (1220—1279) — графиня Понтьє та Омаля.
Діти:
- Фердинанд (1239—1260), граф де Омаль
- Елеонора (1240—1290), дружина Едуарда I, короля Англії
- Луїс (1243—1269), володар м. Марчена
- Хімено (1244)
- Хуан (1245)